# Chascomús
Chascomús est une ville de la province de Buenos Aires, en Argentine, et le chef-lieu du partido de Chascomús. Sa population s'élevait à 35 174 habitants en 2001.

## Géographie
Chascomús se trouve sur la rive est de la lagune de Chascomús, vaste plan d'eau de 30 kilomètres carrés. Cette dernière fait partie d'une chaîne de six lagunes interconnectées tributaires du río Salado de Buenos Aires en rive gauche, et comprenant d'amont en aval les lagunes Vitel, Chascomús, Chis Chis, Manantiales (ou Adela), La Tablilla et Las Barrancas.
La ville est située à 123 km au sud de la ville de Buenos Aires, avec laquelle elle communique par la route provinciale 2 et par l'importante ligne ferroviaire du chemin de fer General Roca reliant Buenos Aires à Mar del Plata (Branche Constitución-Mar del Plata-Miramar).

## Évêché
La ville est le siège d'un évêché catholique, suffragant de l'archevêché de La Plata.

## Personnalité
Chascomús est la ville natale de l'ancien président Raúl Alfonsín.
Carlos Berlocq, né à Chascomús, joueur de tennis professionnel argentin.

## Galerie

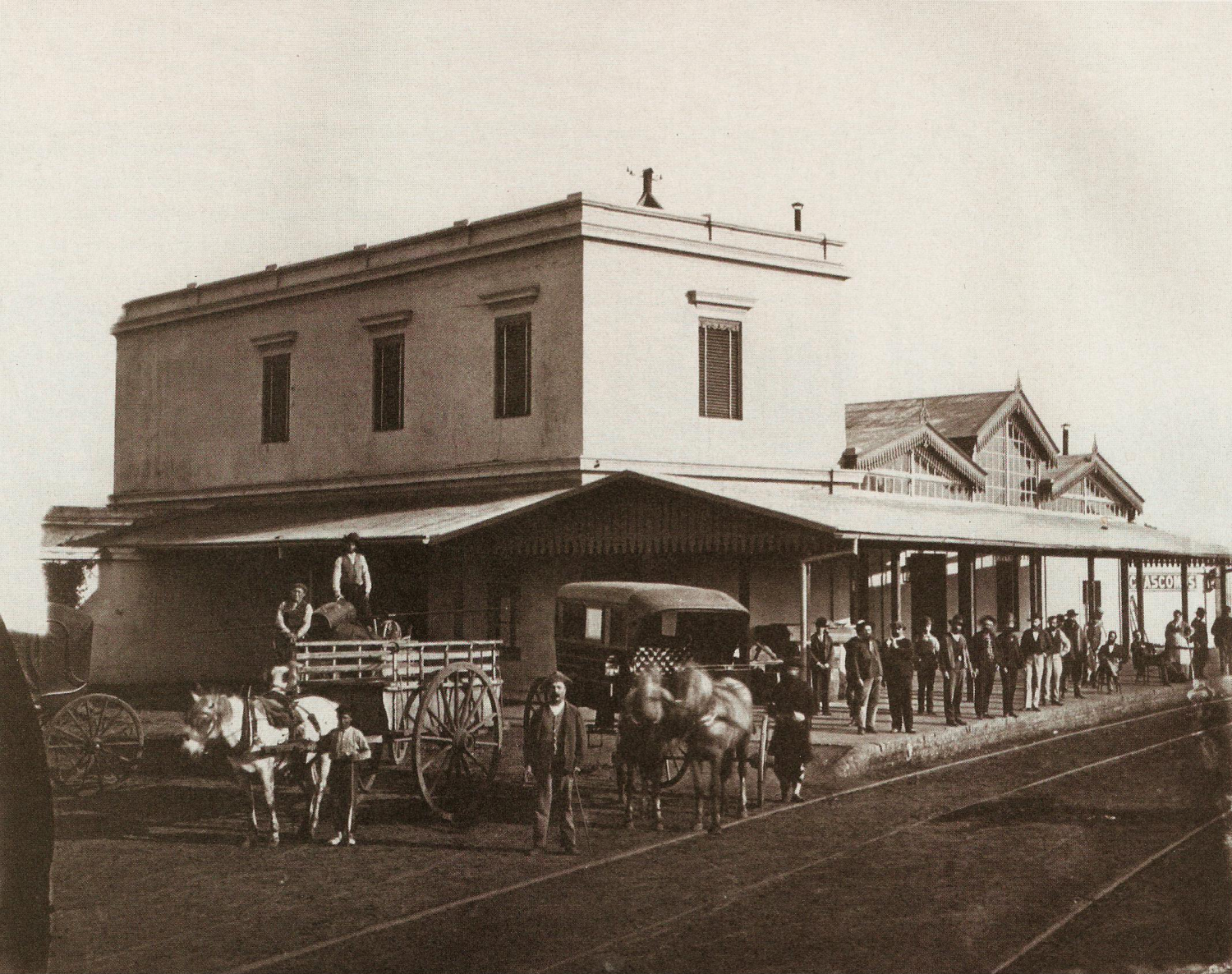
La gare ferroviaire de Chascomús en 1875.
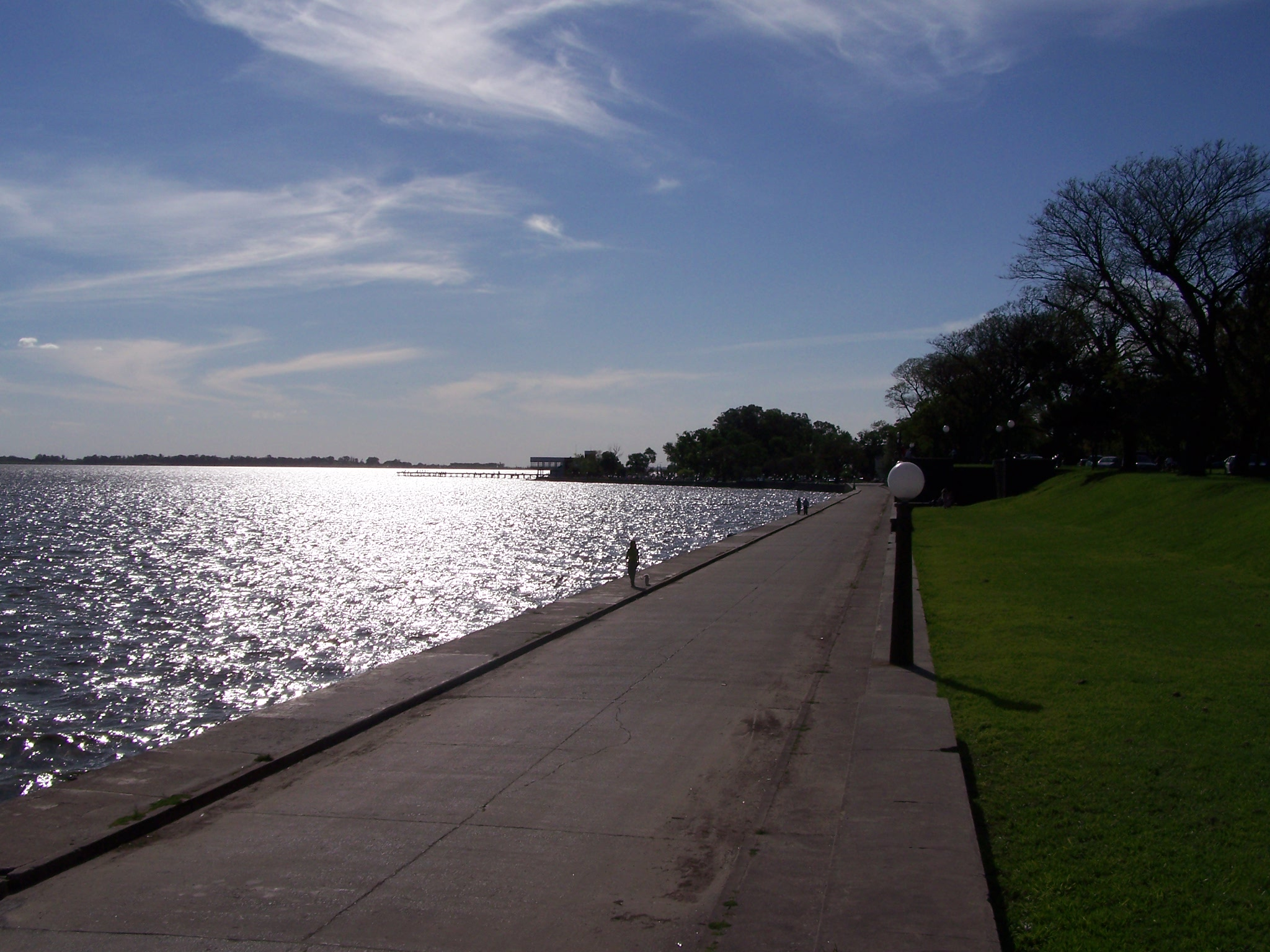
La Lagune de Chascomús.